# Mijiang (sockenhuvudort i Kina, Jilin Sheng, lat 43,00, long 130,14)
Mijiang är en sockenhuvudort i Kina. Den ligger i provinsen Jilin, i den nordöstra delen av landet, omkring 410 kilometer öster om provinshuvudstaden Changchun. Antalet invånare är 2 018. Befolkningen består av 900 kvinnor och 1 118 män. Barn under 15 år utgör 4,0 %, vuxna 15-64 år 84 %, och äldre över 65 år 11,0 %.
Runt Mijiang är det ganska glesbefolkat, med 36 invånare per kvadratkilometer. Närmaste större samhälle är Ying'an, 16,7 km sydost om Mijiang. Trakten runt Mijiang består till största delen av jordbruksmark.
Genomsnittlig årsnederbörd är 1 015 millimeter. Den regnigaste månaden är juli, med i genomsnitt 219 mm nederbörd, och den torraste är januari, med 8 mm nederbörd.